# Vicente Del Giúdice
Vicente Del Giúdice (1º luglio 1911 – ...) è stato un calciatore argentino, di ruolo attaccante.

## Caratteristiche tecniche
Giocava come interno sinistro. Una rivista argentina ne sottolineò l'abilità tecnica, la perizia nel controllo del pallone e il suo gioco «efficace e produttivo».

## Carriera

### Club
Del Giúdice esordì in massima serie argentina durante il campionato del 1930; in quel torneo scese in campo per la prima volta il 6 aprile 1930, alla terza giornata, contro l'Excursionistas. Giocò da titolare per tutta la competizione, ottenendo, a fine campionato, 29 presenze con 20 gol, prestazione che gli valse, tra l'altro, la copertina della rivista El Gráfico. Nel 1931 debuttò nel calcio professionistico argentino, prendendo parte alla Primera División organizzata dalla Liga Argentina de Football. In quel campionato esordì il 4 giugno 1931, nell'incontro della seconda giornata tra Racing e Platense; in 32 presenze realizzò 17 gol. Rimase nel Racing fino al campionato del 1936; passò poi all'Almagro, in seconda divisione nazionale. Tornato al Racing nel 1937, lo lasciò nuovamente per il Talleres di Remedios de Escalada, con la cui maglia giocò 7 volte nel torneo del 1938. Nel 1945 giocò nuovamente per l'Almagro.